# 安城村 (愛知県)
安城村（あんじょうむら）は、愛知県碧海郡にあった村。現在の安城市の一部にあたる。

## 地理
矢作川の下流右岸、碧海台地に位置していた。

## 歴史
- 1889年（明治22年）10月1日、町村制の施行により、碧海郡安城村が単独で村制施行し、安城村が発足[1][2]。大字は編成せず[2]。
- 1896年（明治29年）農商務省農事試験場東海支場開設[2]
- 1906年（明治39年）5月1日、碧海郡箕輪村、福釜村、赤松村、今村、里村、平貴村、古井村、長崎村（一部）と合併し、町制施行し安城町を新設して廃止された[1][2]。合併後、安城町安城となる[2]。

### 地名の由来
次の諸説あり。
1. 戦国時代に安祥城があったことから。
2. 山城国山科安祥寺の荘園であったことから。

## 産業
- 農業[2]

## 交通
- 1891年（明治24年）明治新田に東海道本線・安城駅開設[2]。

## 教育
- 1901年（明治34年）愛知県立安城農業学校（現愛知県立安城農林高等学校）開校[2]。